# Raionul Berdîciv (pre-2020), Jîtomîr
Berdîciv (în ucraineană Бердичівський район, transliterat: Berdîcivskîi raion) este un raion în regiunea Jîtomîr, Ucraina. Reședința sa este orașul regional Berdîciv, care nu aparține raionului.

## Demografie
Componența lingvistică a raionului Berdîciv
     Ucraineană (98,04%)
     Rusă (1,75%)
     Alte limbi (0,1%)
Conform recensământului din 2001, majoritatea populației raionului Berdîciv era vorbitoare de ucraineană (98,04%), existând în minoritate și vorbitori de rusă (1,75%).